# T49
T49 — американский лёгкий танк, разработанный на базе танка M41A1 Уокер Бульдог в 1950-х годах. Было построено два прототипа, серийно не производился.

## История создания
В 1950—1951 годах была сосредоточена разработка установки башни на корпус танка M41A1. В июне 1951 года этапы работ были объединены в рамках проекта создания танка Т49 с 90-мм пушкой.
В соответствии с требованием ствол орудия надо было быстро снять и гладкоствольное орудие T132 было разработано так, чтобы его ствол можно было быстро снять с танка в полевых условиях. Изначально орудие предполагалось установить в башню Т138Е1 от танка M41A1; однако башня T138E1 была разработана для орудия с несъемной трубкой и не подходила к орудию T132, была разработана новая башня. Эту башню обозначили как Т145 с противооткатным механизмом Т87. В свою очередь, разработка новой башни вынудила изменить орудие Т132 так, чтобы оно соответствовало Т145, а не башне Т138Е1 от M41A1.
Следующее серьезное изменение башни было вызвано тем, что для нового орудия изготовили новые боеприпасы. Соответственно, орудие T132 было изменено. Переработанное орудие, получило обозначение T132E1. После этого изменения в планах разработка орудия продолжалась от T132E1 до T132E3. T132E2 отличалось от T132E1 лишь некоторыми модификациями камеры. Из этих трёх орудий в качестве основного вооружения Т49 было выбрано Т132Е3.
Новый кумулятивный снаряд (HEAT) для T132E3 не разрабатывался так как орудие должно было стрелять 90-мм кумулятивным снарядом T108E40. Первоначальное требование о том, что орудие T49 должно стрелять только кумулятивными снарядами, было изменено, и следующие снаряды, находящиеся на стадии разработки, теперь были определены для использования орудием T132E3:
- 90-мм фугасный снаряд с пластичным ВВ (HEP) Т142Е8
- 90-мм осколочно-фугасный снаряд (HE) Т91
- 90-мм фосфорный снаряд (WP) Т92

Весной 1952 года было начато изготовление двух опытных образцов Т49. Летом 1953 года армейские полевые войска заявили, что они больше не заинтересованы в этом танке. Из-за отсутствия интереса пользователей, работа над T49 не была продолжена после инженерных испытаний и танк не был запущен в производство. Два T49 были отправлены в Абердин, где они были испытаны в период с мая 1954 года по май 1955 года. Испытания машины были удовлетворительными, но у орудия все еще оставались проблемы с применяемыми боеприпасами: в частности с ОФ-снарядами которые были очень неточны.

## Модификации
- 90-mm Gun Tank, T49 — базовый вариант.
- 152-mm Gun Tank, T49 — модификация с башней и орудием от танка M551 Шеридан.

## В игровой индустрии
T49 присутствует лёгким танком в дереве исследования  в ММО играх World of Tanks на IX уровне и World of Tanks Blitz на VIII.